# Celler del Sindicat Agrícola de Terrassa
El Celler del Sindicat Agrícola de Terrassa és un edifici de Terrassa (Vallès Occidental) inclòs a l'Inventari del Patrimoni Arquitectònic de Catalunya. És situat al barri de Can Palet.

## Descripció
Es tracta d'un conjunt d'edificis situat a la cantonada entre els carrers de Colom i d'Estanislau Figueres. El celler consta de naus ordenades en sentit paral·lel i perpendicular. Són de planta rectangular amb coberta a dos vessants, de teula. El conjunt, que mostra moltes modificacions, especialment en la planta baixa, és d'una gran simplicitat decorativa. Cal destacar-ne les finestres d'arc apuntat i les cornises de dentellons.

## Història

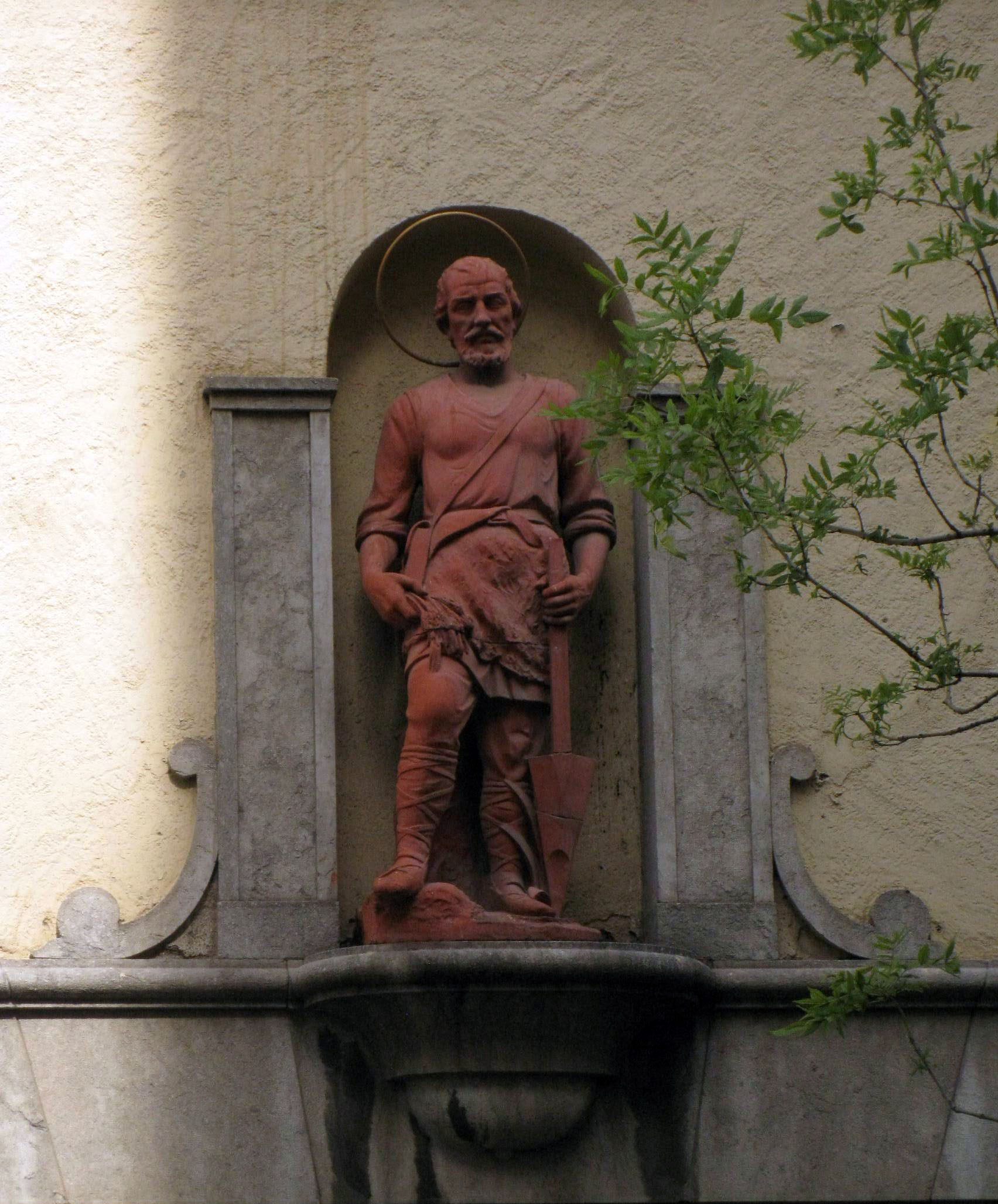
Estàtua de Sant Galderic, patró de la pagesia catalana, a la façana de l'antic celler

L'obra fou realitzada per l'arquitecte Francesc Folguera i Grassi entre els anys 1919 i 1920.
El Sindicat Agrícola de Terrassa es va fundar el 1920, per part d'una colla de vinicultors terrassencs que volien bastir un celler cooperatiu on elaborar-hi conjuntament el seu vi en una època de forta demanda a la ciutat. L'edifici podia emmagatzemar 8.000 hectolitres de vi. El celler va anar eixamplant l'activitat cap a altres sectors agrícoles: s'hi va crear un molí d'oli, un de pinsos i un de farines, un servei de subministrament d'adobs i pinsos, etc., i tres anys després de la seva fundació ja es va ampliar amb dotze cups nous.
El 1936 l'entitat va ingressar a la Unió de Rabassaires com a Sindicat Agrícola Cooperatiu de Rabassaires. Un cop acabada la guerra civil va adoptar el nom de Sindicato Agro Pecuario de la Hermandad de Labradores de Tarrasa, simplificat més endavant en Hermandad Sindical de Labradores y Ganaderos. Amb l'aparició dels supermercats i, més endavant, dels centres comercials, l'activitat vitivinícola de la cooperativa va entrar en crisi i va desaparèixer definitivament el 1978. El 1995, amb una activitat agrícola residual i una nova denominació (Serveis Terrassencs Sant Isidre, SCCL), l'entitat continuava tenint la seu en una part de l'edifici, mentre que les instal·lacions del celler pròpiament dit ara allotgen un supermercat.